# Andrej Semjonov
Andrej Sergejevitsj Semjonov (Russisch: Андрей Серге́евич Семёнов) (Moskou, 24 maart 1989) is een Russisch voetballer die als verdediger speelt voor Terek Grozny in de Premjer-Liga.

## Clubcarrière
Semjonov speelde in de jeugd van Spartak Moskou en speelde bij kleinere clubs in de lagere reeksen voor hij doorbrak bij SKA-Energia Chabarovsk. In 2012 kwam hij bij Amkar Perm in de Premjer-Liga en begin 2014 werd hij door Terek Grozny aangetrokken.

## Interlandcarrière
Op 12 mei 2014 werd hij door bondscoach Fabio Capello opgenomen in de voorselectie van het Russisch voetbalelftal voor het wereldkampioenschap voetbal 2014. Hij debuteerde in het Russisch elftal in een oefeninterland op 31 mei 2014 tegen Noorwegen (1–1), maar speelde op het WK geen wedstrijd.
Semjonov werd in mei 2018 door bondscoach Stanislav Tsjertsjesov opgenomen in de definitieve selectie voor het wereldkampioenschap in eigen land, maar kwam in de vijf Russische wedstrijden niet aan speelminuten toe.